# Copa Libertadores de Futsal de 2019
A Copa Libertadores de Futsal de 2019 foi uma competição de clubes de futsal do continente sul-americano. Foi a décima nona edição da principal competição de clubes de futsal do continente, a décima sétima sob a chancela da Confederação Sul-Americana de Futebol (CONMEBOL). O torneio foi disputado em Buenos Aires, no ginásio do San Lorenzo, entre os dia 14 a 21 de julho. A equipe do Carlos Barbosa conquistou seu sétimo título, o terceiro em sequência, ao vencer a equipe do Cerro Porteño na final.

## Regulamento
O torneio foi disputado em duas fases,  fase preliminar (grupos) e fase final (eliminatórias). Na primeira fase as doze equipes foram divididas em três grupos com quatro equipes cada, jogando dentro de seus grupos em turno único. Se classificam os dois primeiros de cada grupo, mais os dois melhores terceiros colocados. A partir da segunda fase o torneio será eliminatório, passando por quartas de final, semifinais e final.

### Critérios de desempate
1. Saldo de gols
2. Gols marcados
3. Gols sofridos
4. Sorteio

## Participantes
| Associação | Equipe               | Forma de classificação                                      | Títulos |
| ---------- | -------------------- | ----------------------------------------------------------- | ------- |
| CONMEBOL   | Carlos Barbosa       | Campeão da CONMEBOL Libertadores Futsal de 2018             | 6       |
| CONMEBOL   | San Lorenzo          | Campeão do Campeonato de Futsal AFA 2018                    | 0       |
| Argentina  | Vila La Ñata         | Convidado (Vaga adicional ao país anfitrião)                | 0       |
| Bolívia    | Proyecto Latín       | Campeão da Liga Boliviana de Fútbol Sala de 2018            | 0       |
| Brasil     | Corinthians          | Campeão da Supercopa do Brasil de Futsal de 2019            | 0       |
| Chile      | Universidad de Chile | Campeão da Copa de Campeones 2018                           | 0       |
| Colômbia   | Alianza Platanera    | Campeão da Liga Colombiana de Fútbol Sala 2018              | 0       |
| Equador    | Bocca                | Campeão do Campeonato Nacional Futsal del Ecuador 2017-2018 | 0       |
| Paraguai   | Cerro Porteño        | Campeão da Liga Nacional de Futsal FIFA 2018                | 1       |
| Peru       | Panta Walon          | Campeão da División de Honor de fútbol sala de Perú 2018    | 0       |
| Uruguai    | Nacional             | Campeão do Campeonato Uruguayo de Fútbol Sala 2018          | 0       |
| Venezuela  | Bucaneros            | Campeão do Torneo Superior de Futsal 2018                   | 0       |

## Primeira fase
|  | Equipes classificadas                         |
|  | Equipes classificadas como melhores terceiros |
|  | Equipes eliminadas                            |

### Grupo A
| Pos. | Equipe         | Pts | J | V | E | D | GP | GC | SG  |
| ---- | -------------- | --- | - | - | - | - | -- | -- | --- |
| 1    | Cerro Porteño  | 9   | 3 | 3 | 0 | 0 | 13 | 4  | +9  |
| 2    | Carlos Barbosa | 6   | 3 | 2 | 0 | 1 | 10 | 6  | +4  |
| 3    | Villa La Ñata  | 3   | 3 | 1 | 0 | 2 | 7  | 9  | –2  |
| 4    | Proyecto Latín | 0   | 3 | 0 | 0 | 3 | 1  | 12 | –11 |

#### Confrontos
| Data   | Time 1         | Jogo | Time 2         |
| ------ | -------------- | ---- | -------------- |
| 14 jul | Carlos Barbosa | 1–4  | Cerro Porteño  |
| 14 jul | Proyecto Latín | 0–4  | Vila La Ñata   |
| 15 jul | Cerro Porteño  | 6–1  | Vila La Ñata   |
| 15 jul | Carlos Barbosa | 5–0  | Proyecto Latín |
| 16 jul | Cerro Porteño  | 3–1  | Proyecto Latín |
| 16 jul | Vila La Ñata   | 2–3  | Carlos Barbosa |

### Grupo B
| Pos. | Equipe               | Pts | J | V | E | D | GP | GC | SG |
| ---- | -------------------- | --- | - | - | - | - | -- | -- | -- |
| 1    | San Lorenzo          | 7   | 3 | 2 | 1 | 0 | 7  | 2  | +5 |
| 2    | Alianza Platanera    | 5   | 3 | 1 | 2 | 0 | 7  | 5  | +2 |
| 3    | Panta Walon          | 4   | 3 | 1 | 1 | 1 | 9  | 9  | 0  |
| 4    | Universidad de Chile | 0   | 3 | 0 | 0 | 3 | 3  | 10 | –7 |

#### Confrontos
| Data   | Time 1               | Jogo | Time 2               |
| ------ | -------------------- | ---- | -------------------- |
| 14 jul | San Lorenzo          | 0–0  | Alianza Platanera    |
| 14 jul | Universidad de Chile | 2–3  | Panta Walon          |
| 15 jul | Alianza Platanera    | 4–4  | Panta Walon          |
| 15 jul | San Lorenzo          | 4–0  | Universidad de Chile |
| 16 jul | Alianza Platanera    | 3–1  | Universidad de Chile |
| 16 jul | Panta Walon          | 2–3  | San Lorenzo          |

### Grupo C
| Pos. | Equipe      | Pts | J | V | E | D | GP | GC | SG  |
| ---- | ----------- | --- | - | - | - | - | -- | -- | --- |
| 1    | Corinthians | 9   | 3 | 3 | 0 | 0 | 13 | 3  | +10 |
| 2    | Nacional    | 6   | 3 | 2 | 0 | 1 | 9  | 8  | +1  |
| 3    | Bucaneros   | 3   | 3 | 1 | 0 | 2 | 10 | 9  | +1  |
| 4    | Bocca       | 0   | 3 | 0 | 0 | 3 | 10 | 22 | –12 |

#### Confrontos
| Data   | Time 1      | Jogo | Time 2      |
| ------ | ----------- | ---- | ----------- |
| 14 jul | Corinthians | 3–2  | Bucaneros   |
| 14 jul | Nacional    | 7–5  | Bocca       |
| 15 jul | Corinthians | 3–1  | Nacional    |
| 15 jul | Bucaneros   | 8–5  | Bocca       |
| 16 jul | Bocca       | 0–7  | Corinthians |
| 16 jul | Bucaneros   | 0–1  | Nacional    |

## Fase final
Todos os jogos seguem horário local (UTC−3).
|  | Quartas de final  | Quartas de final  |               |             | Semifinais        | Semifinais     |  |  | Final | Final |
|  |                   |                   |               |             |                   |                |  |  |       |       |
|  |                   |                   |               |             |                   |                |  |  |       |       |
|  |                   |                   |               |             |                   |                |  |  |       |       |
|  | Cerro Porteño     | 9                 |               |             |                   |                |  |  |       |       |
|  | Cerro Porteño     | 9                 |               |             |                   |                |  |  |       |       |
|  | Bucaneros         | 2                 |               |             |                   |                |  |  |       |       |
|  | Bucaneros         | 2                 | Cerro Porteño | 2(3)        |                   |                |  |  |       |       |
|  |                   |                   | Cerro Porteño | 2(3)        |                   |                |  |  |       |       |
|  |                   | Alianza Platanera | 2(0)          |             |                   |                |  |  |       |       |
|  | Alianza Platanera | Alianza Platanera | 2(0)          | 5           |                   |                |  |  |       |       |
|  | Alianza Platanera |                   |               | 5           |                   |                |  |  |       |       |
|  | Nacional          | 1                 |               |             |                   |                |  |  |       |       |
|  | Nacional          | 1                 | Cerro Porteño | 1           |                   |                |  |  |       |       |
|  |                   |                   | Cerro Porteño | 1           |                   |                |  |  |       |       |
|  |                   | Carlos Barbosa    | 3             |             |                   |                |  |  |       |       |
|  | San Lorenzo       | Carlos Barbosa    | 3             | 2(0)        |                   |                |  |  |       |       |
|  | San Lorenzo       |                   |               | 2(0)        |                   |                |  |  |       |       |
|  | Panta Walon       | 2(2)              |               |             |                   |                |  |  |       |       |
|  | Panta Walon       | 2(2)              | Panta Walon   | 0           | Terceiro lugar    | Terceiro lugar |  |  |       |       |
|  |                   |                   | Panta Walon   | 0           | Terceiro lugar    | Terceiro lugar |  |  |       |       |
|  |                   | Carlos Barbosa    | 1             |             |                   |                |  |  |       |       |
|  | Corinthians       | Carlos Barbosa    | 1             | 1           | Alianza Platanera | 4              |  |  |       |       |
|  | Corinthians       |                   |               | 1           | Alianza Platanera | 4              |  |  |       |       |
|  | Carlos Barbosa    | 2                 |               | Panta Walon | 1                 |                |  |  |       |       |
|  | Carlos Barbosa    | 2                 |               |             | 1                 |                |  |  |       |       |
|  |                   |                   |               |             |                   |                |  |  |       |       |
|  |                   |                   |               |             |                   |                |  |  |       |       |

### Quartas de final
| 18 de julho | Cerro Porteño                                                                            | 9–4 | Bucaneros                                            |  |
| 14:00       | Juan Gomez 2', 6', 16', 30', 37' · Francisco Martínez 10', 13', 38' · Jorge Espinoza 12' |     | 3', 34' Eneiker Morales · 15' José · 29' Juan Carlos |  |

| 18 de julho | Corinthians | 1–2 | Carlos Barbosa     |  |
| 16:00       | Douglas 2'  |     | 3' Lé · 38' Darlan |  |

| 18 de julho | Alianza Platanera                                                                               | 5–1 | Nacional             |  |
| 18:00       | Christian Otero 16' · Richar Gutiérrez 24' · Kevin Mejía 29' · Jorge Cuevo 37' · Jairo Áñez 37' |     | 35' Joaquín Varietti |  |

| 18 de julho | San Lorenzo                     | 2–4 (pro) | Panta Walon                                        |  |
| 20:00       | Pablo Vital 13' · Rodríguez 27' |           | 27', 44', 45' Carlos Sanz · 7' Aniquilador Morillo |  |

### Semifinal
| 20 de julho | Cerro Porteño                                                                            | 5–2 (pro) | Alianza Platanera                    |  |
| 14:00       | Mareco Galeano 42', 47' · Jorge Espinoza 26' · Arnaldo Baez 40' · Francisco Villalba 50' |           | 10' Richard Gutiérrez · 27' Fonnegra |  |

| 20 de julho | Panta Walon | 0–1 | Carlos Barbosa |  |
| 26:00       |             |     | 37' Zanotto    |  |

### Terceiro lugar
| 21 de julho | Panta Walon | 1–4 | Alianza Platanera                      |  |
| 14:00       | Jordi 19'   |     | 8', 16' Eder Perez · 22', 39' Fonnegra |  |

### Final
| 21 de julho | Carlos Barbosa                              | 3–1 | Cerro Porteño         |  |
| 16:00       | Darlan 7' · Gabriel Ayala 17' · Mithyuê 34' |     | 8' Francisco Martínez |  |

### Décimo primeiro lugar
| 19 de julho | Proyecto Latín | 3–2 | Bocca |  |
| 14:00       |                |     |       |  |

### Nono lugar
| 19 de julho | Villa La Ñata | 3–5 | Universidad de Chile |  |
| 16:00       |               |     |                      |  |

### Disputa de 5º a 8º lugar
|  | Perdedores das quartas | Perdedores das quartas | Perdedores das quartas |  |  | Disputa de 5º lugar | Disputa de 5º lugar | Disputa de 5º lugar |
|  |                        |                        |                        |  |  |                     |                     |                     |
|  |                        | Bucaneros              | 6                      |  |  |                     |                     |                     |
|  |                        | Nacional               | 5                      |  |  |                     |                     |                     |
|  |                        |                        |                        |  |  |                     | Bucaneros           | 1                   |
|  |                        |                        |                        |  |  |                     | Corinthians         | 4                   |
|  |                        | San Lorenzo            | 1                      |  |  |                     |                     |                     |
|  |                        | Corinthians            | 3                      |  |  | Disputa de 7º lugar | Disputa de 7º lugar | Disputa de 7º lugar |
|  |                        |                        |                        |  |  |                     | Nacional            | 2                   |
|  |                        |                        |                        |  |  |                     | San Lorenzo         | 3                   |

### Sétimo lugar
| 20 de julho | Nacional | 2–5 | San Lorenzo |  |
| 18:00       |          |     |             |  |

### Quinto lugar
| 20 de julho | Bucaneros    | 1–4 | Corinthians                                      |  |
| 20:00       | Valbuena 37' |     | 9' Deives · 15' Café · 18' Douglas · 21' Batalha |  |

## Premiação
| Copa Libertadores de Futsal        |
| Brasil                             |
| ---------------------------------- |
| Carlos Barbosa Campeão (7º título) |

## Classificação final
| Pos. | Equipe               |
| ---- | -------------------- |
| 1    | Carlos Barbosa       |
| 2    | Cerro Porteño        |
| 3    | Alianza Platanera    |
| 4    | Panta Walon          |
| 5    | Corinthians          |
| 6    | Bucaneros            |
| 7    | San Lorenzo          |
| 8    | Nacional             |
| 9    | Universidad de Chile |
| 10   | Villa La Ñata        |
| 11   | Proyecto Latín       |
| 12   | Bocca                |